# Astragalus sesameus
Astragalus sesameus är en ärtväxtart som beskrevs av Carl von Linné. Astragalus sesameus ingår i släktet vedlar, och familjen ärtväxter. Inga underarter finns listade i Catalogue of Life.